# Maria Anna von Pfalz-Sulzbach

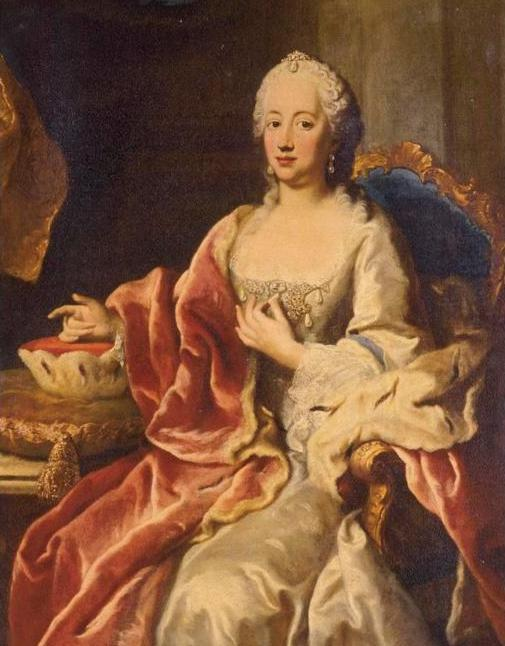
Pfalzgräfin Maria Anna von Sulzbach (1722–1790), Prinzessin von Bayern

Maria Anna Josepha Charlotte Amalie von Pfalz-Sulzbach (* 22. Juni 1722 in Schwetzingen; † 25. April 1790 in München) war Pfalzgräfin von Sulzbach und durch Heirat Herzogin von Bayern.

## Leben
Maria Anna war eine Tochter des Wittelsbacher Pfalzgrafen Joseph Karl von Pfalz-Sulzbach (1694–1729) aus dessen Ehe mit Elisabeth von Pfalz-Neuburg (1693–1728), Tochter des Kurfürsten Karl III. Philipp. Ihre Schwester Elisabeth Auguste von Pfalz-Sulzbach (1721–1794) heiratete am 17. Januar 1742 den zukünftigen Kurfürsten Karl Theodor, der damit Maria Annas Schwager wurde. Außerdem hatte Elisabeth eine lebenslange Affäre mit Maria Annas Mann Clemens. Eine weitere Schwester war Maria Franziska von Pfalz-Sulzbach (1724–1794), die mit Friedrich Michael von Birkenfeld verheiratet war. Von diesem Paar stammt die bayerische Königslinie der Wittelsbacher und deren Nachkommen bis heute ab.
Maria Anna heiratete am 17. Januar 1742 in Mannheim den Wittelsbacher Herzog Clemens Franz de Paula von Bayern (1722–1770), der bis zu seinem Tod als bayerischer Erbprinz galt. Die Hochzeit war eine Doppelhochzeit, da gleichzeitig ihre Schwester Elisabeth den zukünftigen Kurfürsten Karl Theodor heiratete. In München führte die gut aussehende Maria Anna zunächst ein von höfischen Vergnügungen geprägtes Leben. Das änderte sich nach dem Einmarsch der Österreicher in Bayern im Zuge des Österreichischen Erbfolgekrieges. Maria Anna wurde politisch gegen den wachsenden Einfluss Österreichs aktiv. Sie brachte ihren Gatten dazu, die Zustimmung zum Frieden von Füssen (22. April 1745) zu verweigern, der Bayern an die Seite Österreichs band. Öffentlich bezeichnete sie den Vertrag als „Schmach“. Auf Betreiben von Maria Anna wurden 1746 die sogenannten „Wittelsbacher Verträge“ geschlossen, in denen die Wittelsbacher Höfe in München, Mannheim, Köln und Bonn ihre Erbfolge regelten; dadurch wurden erbrechtlich legitimierte Einmischungen der Habsburger in Bayern schwieriger. Als Kurfürst Maximilian III. Joseph den Österreichern im Siebenjährigen Krieg (1756–1763) vertragsgemäß ein bayerisches Hilfskorps zur Verfügung stellte, protestierte Maria Anna dagegen. Insgeheim nahm sie Kontakte zum preußischen Gesandten am Regensburger Reichstag auf und schrieb nach der für Preußen verlorenen Schlacht bei Hochkirch am 14. Oktober 1758 Briefe an den preußischen König Friedrich II., in denen sie ihm einen siegreichen Ausgang des Weiteren Krieges wünschte. Friedrich II. äußerte sich „gerühret“ über die „würdige und so patriotisch wie rechtschaffen gesinnete Prinzessin“, nannte sie „Freund“. Weitere politische Ergebnisse hatte dieser erste Briefwechsel zunächst noch nicht, aber die geknüpften Beziehungen sollten sich auszahlen: Kurfürst Max III. Joseph konnte 1763 eine Konvention mit Friedrich II. abschließen, der zufolge Bayern Österreich weder militärisch noch finanziell unterstützt, im Gegenzug Preußen bei Bedrohung der Wittelsbacher Erbrechte Beistand leistet. 1766 wurde sie als erste Ordensdame in den St. Elisabethenorden ihrer Schwester Elisabeth Auguste aufgenommen.
Nach dem Tod des kinderlosen Kurfürsten Max Joseph 1777 hatten die Habsburger erbrechtliche Ansprüche auf Niederbayern und die Oberpfalz erhoben. Der neue Kurfürst, Karl Theodor aus der pfälzischen Linie der Wittelsbacher, hatte diesen Gebietsabtretungen sofort, am 15. Februar 1778, in einem Vertrag mit Österreich zugestimmt. Ihm waren dafür zunächst Geld und Vorderösterreich, später im Tausch gegen ganz Bayern die Österreichischen Niederlande und die Königskrone eines noch zu schaffenden Königreiches Burgund in Aussicht gestellt worden. Zur Erhaltung der territorialen Unversehrtheit Bayerns sammelte Maria Anna führende Köpfe des antiösterreichischen Lagers in München um sich (unter anderen die Geheimen Räte von Lori und von Obermayr, Graf Leiden, Andreas André). Am 6. Februar 1778 organisierte Maria Anna in der Münchner Maxburg, sozusagen unter den Augen des Kurfürsten, eine Geheimkonferenz unter Beteiligung des präsumptiven Thronfolgers Karl II. August von Pfalz-Zweibrücken-Birkenfeld (der vorherige Erbprinz Herzog Clemens war bereits verstorben), der Minister Johann Christian von Hofenfels und Nees von Esenbeck sowie des preußischen Gesandtens Graf Johann Eustach von Görtz. Man protestierte offiziell gegen die Übernahmeansprüche Österreichs und erklärten den Vertrag vom 15. Januar 1778 für ungültig. Dann schritt Maria Anna zu der Tat, für die sie am bekanntesten werden sollte: Sie bat in heimlichen Briefen Friedrich II. um Hilfe. Dieser reagierte schnell, preußische Truppen marschierten im Norden Böhmens auf. Von 1778 bis 1779 kam es zum Bayerischen Erbfolgekrieg, auch „Kartoffelkrieg“ genannt, bei dem preußische und österreichische Truppen ohne nennenswerte Schlacht hin und her marschierten. Am 13. Mai 1779 wurde der Friede von Teschen geschlossen. In ihm verzichteten die Habsburger endgültig auf alle Erbrechte an Niederbayern und an der Oberpfalz, dafür musste Bayern das Innviertel abtreten. Bayern und die Wittelsbacher waren, nicht zuletzt durch das politische Engagement von Maria Anna, glimpflich davongekommen.
Als die Pläne Karl Theodors gescheitert waren, nahm dieser an Maria Annas Mitstreitern Rache. Viele von ihnen, unter anderen ihr persönlicher Sekretär und Verwalter Andreas André, wurden verbannt. Maria Anna selber wurde ihr Gut Schwaiganger bei Ohlstadt als Wohnsitz zugewiesen. Dort heiratete sie in einer „Ehe zur linken Hand“ Andreas André, der aus bäuerlichen Verhältnissen stammte. In ihren letzten Lebensjahren engagierte sich Maria Anna für Arme, Findel- und uneheliche Kinder und für die Resozialisation von Verbrechern. Ohlstadt spendete sie 1789 eine Volksschule samt Lehrer.
Maria Anna starb am 25. April 1790 in München, ihr Grab befindet sich in der Münchner Theatinerkirche. Ihr Herz wurde getrennt bestattet in der Gnadenkapelle von Altötting.

## Rezeption
Das politische Wirken Maria Annas ist in der Geschichtsschreibung nicht unumstritten. Der bayerische Historiker Theodor Bitterauf preist sie als „Patrona Bavariae“, also als Beschützerin Bayerns, deren Tatkraft Bayern seine Existenz verdanke. Maria Annas Anteil an der Abwehr der österreichischen Gebietsansprüche wird von Historikern wie Adolf Erhard etwas relativiert. Obwohl er die politische Bedeutung Maria Annas betont, bemerkt er, dass Friedrich II. nicht aus Wohlwollen für Bayern, sondern aus reinem Machtkalkül intervenierte. Ähnlich äußert sich August Rosenlehner. Die Tatsache, dass der Kurfürst Karl Theodor Maria Anna und ihre Mitstreiter mit Verbannung bestrafte, spricht aber für ihren gewichtigen Anteil an den politischen Vorgängen, mithin am territorialen Erhalt Bayerns. Bisweilen wurde Maria Anna als bayerische Patriotin dargestellt, Theodor Bitterauf unterstellt ihr „glühende Vaterlandsliebe“. Dabei darf freilich nicht vergessen werden, dass sie nach eigenen Aussagen vor allem als Wittelsbacherin handelte: „...der Nutzen unseres Gesamthauses (ist) das Ziel aller meiner Worte.“
Angesichts der Verdienste dieser in vieler Hinsicht bemerkenswerten Frau ist es erstaunlich, dass sie in der kollektiven Erinnerung Bayerns kaum Beachtung gefunden hat. Im Museum der bayerischen Könige, das die Geschichte der Wittelsbacher ausführlich dokumentiert, tritt sie nicht in Erscheinung. Es existieren keine Denkmäler von ihr, in den schulischen Geschichtsbüchern wird sie nicht thematisiert. Lediglich der „Mariannenplatz“ in München soll an sie erinnern, mit dieser Namensgebung aber kaum gelingen dürfte. Immerhin widmet sich der 1931 erschienenen Roman Die Dame mit dem Samtvisier des Schriftstellers von Horst Wolfram Geißler – sehr phantasievoll – Maria Annas Leben.

## Nachkommen
Aus ihrer ersten Ehe hatte Maria Anna folgende Kinder:
- Maria, (*/† 1748)
- Sohn  (*/† 1754)
- Maria Anna, (*/† 1755)
- Sohn (*/† 1756)

## Vorfahren
|  |                                                            |  |  |  |  |  |  |  |  |  |  |  |  |
|  | Christian August von Pfalz-Sulzbach (1622–1708)            |  |  |  |  |  |  |  |  |  |  |  |  |
|  |                                                            |  |  |  |  |  |  |  |  |  |  |  |  |
|  |                                                            |  |  |  |  |  |  |  |  |  |  |  |  |
|  | Theodor Eustach Herzog von Pfalz-Sulzbach (1659–1732)      |  |  |  |  |  |  |  |  |  |  |  |  |
|  |                                                            |  |  |  |  |  |  |  |  |  |  |  |  |
|  |                                                            |  |  |  |  |  |  |  |  |  |  |  |  |
|  | Amalie von Nassau-Siegen (1615–1669)                       |  |  |  |  |  |  |  |  |  |  |  |  |
|  |                                                            |  |  |  |  |  |  |  |  |  |  |  |  |
|  |                                                            |  |  |  |  |  |  |  |  |  |  |  |  |
|  | Joseph Karl von Pfalz-Sulzbach (1694–1729)                 |  |  |  |  |  |  |  |  |  |  |  |  |
|  |                                                            |  |  |  |  |  |  |  |  |  |  |  |  |
|  |                                                            |  |  |  |  |  |  |  |  |  |  |  |  |
|  | Wilhelm I. von Hessen-Rotenburg (1648–1725)                |  |  |  |  |  |  |  |  |  |  |  |  |
|  |                                                            |  |  |  |  |  |  |  |  |  |  |  |  |
|  |                                                            |  |  |  |  |  |  |  |  |  |  |  |  |
|  | Marie Eleonore von Hessen-Rotenburg (1675–1720)            |  |  |  |  |  |  |  |  |  |  |  |  |
|  |                                                            |  |  |  |  |  |  |  |  |  |  |  |  |
|  |                                                            |  |  |  |  |  |  |  |  |  |  |  |  |
|  | Maria Anna von Löwenstein-Wertheim (1652–1688)             |  |  |  |  |  |  |  |  |  |  |  |  |
|  |                                                            |  |  |  |  |  |  |  |  |  |  |  |  |
|  |                                                            |  |  |  |  |  |  |  |  |  |  |  |  |
|  | Maria Anna von Pfalz-Sulzbach                              |  |  |  |  |  |  |  |  |  |  |  |  |
|  |                                                            |  |  |  |  |  |  |  |  |  |  |  |  |
|  |                                                            |  |  |  |  |  |  |  |  |  |  |  |  |
|  | Philipp Wilhelm Kurfürst von der Pfalz (1615–1690)         |  |  |  |  |  |  |  |  |  |  |  |  |
|  |                                                            |  |  |  |  |  |  |  |  |  |  |  |  |
|  |                                                            |  |  |  |  |  |  |  |  |  |  |  |  |
|  | Karl III. Philipp Kurfürst von der Pfalz (1661–1742)       |  |  |  |  |  |  |  |  |  |  |  |  |
|  |                                                            |  |  |  |  |  |  |  |  |  |  |  |  |
|  |                                                            |  |  |  |  |  |  |  |  |  |  |  |  |
|  | Elisabeth Amalie von Hessen-Darmstadt (1635–1709)          |  |  |  |  |  |  |  |  |  |  |  |  |
|  |                                                            |  |  |  |  |  |  |  |  |  |  |  |  |
|  |                                                            |  |  |  |  |  |  |  |  |  |  |  |  |
|  | Elisabeth Auguste Sofie von der Pfalz (1693–1728)          |  |  |  |  |  |  |  |  |  |  |  |  |
|  |                                                            |  |  |  |  |  |  |  |  |  |  |  |  |
|  |                                                            |  |  |  |  |  |  |  |  |  |  |  |  |
|  | Bogusław Radziwiłł (1620–1669)                             |  |  |  |  |  |  |  |  |  |  |  |  |
|  |                                                            |  |  |  |  |  |  |  |  |  |  |  |  |
|  |                                                            |  |  |  |  |  |  |  |  |  |  |  |  |
|  | Ludwika Karolina Charlotte von Radziwiłł-Birze (1667–1695) |  |  |  |  |  |  |  |  |  |  |  |  |
|  |                                                            |  |  |  |  |  |  |  |  |  |  |  |  |
|  |                                                            |  |  |  |  |  |  |  |  |  |  |  |  |
|  | Anna Maria Radziwiłł (1640–1667)                           |  |  |  |  |  |  |  |  |  |  |  |  |
|  |                                                            |  |  |  |  |  |  |  |  |  |  |  |  |
|  |                                                            |  |  |  |  |  |  |  |  |  |  |  |  |